# 一之瀨家的大罪
《一之瀨家的大罪》（日语：一ノ瀬家の大罪）是由Taizan 5繪製的懸疑家庭劇作品，於2022年11月14日至2023年11月6日在《週刊少年Jump》上連載，臺灣《寶島少年》則在2023年第23期起開始連載，單行本全6卷。故事圍繞在一之瀨家在一場事故過後全員失憶，並從此展開的種種懸疑事件上。
2023年8月31日，《一之瀨家的大罪》獲得下一部人氣漫畫大賞紙本漫畫類別季軍，並在兩個月後累計發行數突破45萬。

## 劇情簡介
主人公一之瀨翼與其家人有一天前往福井縣旅行時發生車禍，全員失憶。在他醒來後，一之瀨家的其他家人加強彼此之間的交流，試圖藉此喚起他們的記憶，但徒勞無功。從醫院回到家後，家中的狀況表明他們舊時的關係並未如想像中如此親密。翼為了恢復記憶而回到就讀的鍵山中學，發現自己現在、還是過往都飽受欺凌。自稱為其「好友」中鳩一度伸出友好的橄欖枝，之後亦露出真面目，將廚餘撥向他的身上。某天中鳩故意將足球踢向河中，叫翼撿回後，後者怒言拒絕，期間旁人拍下整個過程，兩人的立場才得以逆轉，中鳩反成被欺負的一方。翼在企圖報一箭之仇時回想起自己與中嶋本是足球部的成員，曾一起度過快樂的時光。兩人為此化敵為友，反將廚餘撥向嘲笑他們的同班同學，但也讓翼重返被欺凌的行列。
當翼和中鳩被班主任懲罰出外籌款時，前者偶然發現妹妹詩織的秘密———與在SNS相識的陌生成年男子走在一起。她實際上對此十分嫌惡，這樣做只為重拾記憶，而在翼的幫助下，陌生男子得知詩織未成年後便迅速跑走了。隨後舉家參加了父親翔申請的公司旅行，但他卻引發車禍，致使翼「再次從昏迷中醒來」，而翔也不見蹤影，取以代之的是一位活力充沛的金髮男子。有著前次輪迴記憶的翼和仍舊失憶的詩織隨後找到原先的父親，母親美奈子則因知曉其夫出軌一事而阻止兒女與翔接觸，但她經翼開解而稍微釋懷過後，隔天便被消除存在。
祖父耕三告訴翼正身處在夢境世界之中，且他目前已經輪迴了兩千遍，隨後了解到每當某家族成員嘗試尋找事故真相時全家都會再次「醒來」。但就在第1999次，即翼初次「醒來」的輪迴中，似乎知道某些事情的翔嘗試改變現狀，因而被消除存在，翼亦因此繼承前輪的記憶，而提到車禍便會重新輪迴的限制也遭解除。初曉皮毛的眾人質問看似了解真相的金髮男子，後者稱自己是翼的哥哥颯太，而這世界為翼夢中的世界，他必須接受自己的過去才能醒來。翼推本溯源地找到各種蛛絲馬跡，期間遭遇多次重新輪迴和形形式式的阻撓，最終決定不再尋找真相，只求與夢中的家人一起快快樂樂地生活，卻隨即在昏迷四年後，回到現實世界之中。

## 登場人物
一之瀨翼（聲：逢坂良太（PV））
本作主人公。一之瀨家的二男。
一之瀨詩織（聲：新田日和（PV））
一之瀨家的長女，比翼小一歲的妹妹。
一之瀨颯太
翼的哥哥。
一之瀨翔
翼的父親。
一之瀨美奈子
翼的母親。
一之瀨耕三
翼的祖父。
一之瀨幸恵
翼的祖母。
中嶋勇希
翼的同級生。

## 作風
《佐賀新聞》內容部門的池田知惠評論《一之瀨家的大罪》第一卷單行本以可愛畫風反襯肅殺氛圍，並藉著雜亂的餐桌、滿牆「死」字的房間、學校霸凌和爸爸活，深切刻畫出現代社會的黑暗，同時坦言該作對眾人失去記憶前的狀況描述使她毛骨悚然。電擊Online（KADOKAWA）指出讀者不應被Taizan 5的可愛畫風蒙騙，要有心理準備面對其「惡趣味的本質」，又言對於那些Taizan 5的前作《章魚嗶的原罪》的粉絲來說，《一之瀨家的大罪》是一部必讀的作品。
Real Sound的成馬零一則表示Taizan 5的前作《章魚嗶的原罪》細緻繪畫了散落在細小空間內的各種物品，而《一之瀨家的大罪》亦有相當程度地著墨這種「雜亂無章」的感覺，畢竟普通漫畫不會在意那些吃剩的麵包與杯麵等小細節，而Taizan 5卻將這些通常不會被畫進畫格的想法呈現出來，並以此作賣點。該作充滿張力的哭臉特寫就如同戰鬥向漫畫的必殺技一般，是為令人印象深刻的表情描繪技巧，此外也有著與前作一樣的「可愛符號人物與殘酷現代故事成反比」的風格，只不過手法洗鍊許多。中鳩將殘羹剩飯潑向翼的跨頁也給人一種「戰鬥漫畫中描繪的必殺技」的感覺，畫得唯妙唯肖。當一之瀨家的謎團遭揭開之時，每個成員對彼此之間的內在態度都透過各自的房間展露無遺。然而不同於同刊其他作品的是，翔和美奈子之間的成人插曲情節皆採用了「大膽的分鏡」。成馬同時表示在作者常常省略不必要台詞的情況下，《一之瀨家的大罪》的未來發展令人難以預估，但伴隨著的卻是緊湊的劇情發展，導致該作成為「專供每週連載的漫畫」。

## 反響與評價
《一之瀨家的大罪》第11話在2023年1月29日隨《週刊少年Jump》2023年9號刊發行後，其「衝擊性的展開」使得與該作相關的趨勢在隔天凌晨開始在SNS上爆紅。
達文西Web編輯部的奧井雄義形容《一之瀨家的大罪》單行本第1卷第一話用跨頁描繪的「壓軸反轉」十分精彩，特別是主人公翼愉快地想像過往的時光後，回到家中面對的卻是髒亂的客廳，以及自己那滿場寫滿「死」字的房間，如此巨大的落差令該作的詭異感倍增。他也表示第1卷最後出現的妹妹詩織的房間可謂瘋狂，並稱從心理學的角度來看，一個空間內充滿某項物品（絨毛兔子玩偶）是「強烈渴望愛情和安全感的證據」。奧井同時指出各種跡象都顯示翼在學校備受欺凌，但讀者仍未知道箇中緣由，而這都拜《一之瀨家的大罪》曲折離奇又編排精妙，讓人難以掌握漫畫大意的劇情所賜。
成馬零一表示《週刊少年Jump》是一個殘酷無比的世界，只要某部作品在讀者調查中排名落後，編輯部就會毫不留情地終止連載，也因如此漫畫家需要常常考慮如何贏得讀者的歡心，尤其是作品剛開始的時候。因此當Taizan 5決意在《一之瀨家的大罪》的第2至5話加入欺凌的情節，以及描繪出主角在受害者和加害者之間遊走的故事時，他感到十分驚訝。成馬形容這是場「危險的賭博」，若不快的描寫持續下去就有流失讀者的可能性，但賭博成功的話作品的關注度便會一下子增加。他又指出《一之瀨家的大罪》與其他Jump漫畫的不同之處在於主人公不會使用特殊能力去解決問題，使得該作成為一部具「獨特現實感」的漫畫。
在獲得下一部人氣漫畫大賞紙本漫畫類別季軍不到兩個月後，《一之瀨家的大罪》便結束連載，日本網路因此出現各式各樣的推測和評論，例如表明Taizan 5的漫畫不適合長期連載、懷疑Jump官方認為沉重的故事情節不適合雜誌本身的風格而決定腰斬該作、感嘆一度大受歡迎的漫畫家也很難繼續創作熱門的作品、以及埋怨Taizan 5不應該承襲前作《章魚嗶的原罪》的風格路線等。

## 出版書籍
《一之瀨家的大罪》由Taizan 5主筆，並在2022年9月15日於集英社的《週刊少年Jump》2023年50號上開始連載，為該期「新連載四連彈」的其中一作。為了紀念連載開始，Taizan 5的前作《章魚嗶的原罪》公開了全新的有聲漫畫，而新作的有聲漫畫則在隔年1月19日公開。《一之瀨家的大罪》剛開始連載時被定性為「温馨家庭」之間的「新時代家庭劇」。2023年3月3日，其第1卷日文單行本在2023年3月3日正式發行。
此外，《一之瀨家的大罪》的海外英語版則由VIZ Media代理，並在同樣為集英社旗下的MANGA Plus上連載。
| 冊數 | 講談社 | 講談社        | 講談社                 | 東立出版社     | 東立出版社    | 東立出版社             | 玉皇朝         | 玉皇朝        | 玉皇朝                 |
| 冊數 | 副標題 | 發售日期      | ISBN                   | 副標題         | 發售日期      | ISBN                   | 副標題         | 發售日期      | ISBN                   |
| ---- | ------ | ------------- | ---------------------- | -------------- | ------------- | ---------------------- | -------------- | ------------- | ---------------------- |
| 1    |        | 2023年3月3日  | ISBN 978-4-08-883437-5 | 一之瀨家的復活 | 2023年10月6日 | ISBN 978-6-26-372658-1 | 一之瀨家的復活 | 2023年7月28日 | ISBN 978-988-8841-23-3 |
| 2    |        | 2023年6月2日  | ISBN 978-4-08-883493-1 | 翔的消失       | 2024年1月18日 | ISBN 978-626-372-444-0 | 阿翔的消失     | 2023年10月9日 | ISBN 978-988-8841-62-2 |
| 3    |        | 2023年8月4日  | ISBN 978-4-08-883588-4 | 翼的早安       | 2024年2月22日 | ISBN 978-626-372-445-7 | 阿翼的早安     | 2024年1月11日 | ISBN 978-988-8841-70-7 |
| 4    |        | 2023年10月4日 | ISBN 978-4-08-883660-7 | 颯太的真相     | 2024年4月19日 | ISBN 978-626-02-0293-4 | 颯太的真相     | 2024年3月     | ISBN 978-988-8873-57-9 |
| 5    |        | 2023年12月4日 | ISBN 978-4-08-883789-5 | 一之瀨家的重逢 | 2024年8月1日  | ISBN 978-626-02-0760-1 | 一之瀨家的重逢 | 2024年7月24日 | ISBN 978-988-8873-65-4 |
| 6    |        | 2024年3月4日  | ISBN 978-4-08-883847-2 | 一之瀨家的大罪 | 2024年9月5日  | ISBN 978-626-02-1336-7 | 一之瀨家的大罪 | 2025年7月26日 | ISBN 978-988-8873-79-1 |

## 外部連結
- 官方网站 （日語）
- 一之瀨家的大罪在動畫新聞網百科全書中的資料（英文）